# Phyllomys dasythrix
Phyllomys dasythrix és una espècie de mamífer rosegador de la família de les rates espinoses. És endèmica del sud del Brasil. Es tracta d'un animal nocturn de vida arborícola que s'alimenta de fulles. El seu hàbitat natural són els boscos semiperennes i d'araucàries. Està amenaçada per la fragmentació del seu entorn natural.